# Kara (rivier)
De Kara (Russisch: Кара) is een rivier in het Hoge Noorden van Rusland en het uiterste noordoosten van Europa. De rivier vormt voor een groot deel de grens tussen de autonome districten Nenetsië (westzijde) en Jamalië (oostzijde) van respectievelijk de oblasten Archangelsk en Tjoemen en vormt ten zuiden daarvan tevens het noordelijkste deel van de grens tussen de autonome republiek Komi (westzijde) en Jamalië.
De rivier ontspringt op de noordelijke hellingen van de Arctische Oeral uit de rivieren Malaja Kara ("Kleine Kara") en Bolsjaja Kara ("Grote Kara") en stroomt vandaar grofweg in noordelijke richting. De rivier mondt uit in de Bajdarataboezem van de Karazee via de Karaboezem bij het plaatsje Oest-Kara in een zeer moerassig gebied in het uiterste noordoosten van Nenetsië.
De rivier wordt gevoed door sneeuw en regen en is gewoonlijk bevroren van oktober tot juni. De rivier is bevaarbaar in haar benedenloop. Zijrivieren zijn de Chalmersjor, Sizimjoenkosjor, Njaomajacha/Joenjacha, Joenkosjor, Broesjacha, Sibirtsjatajacha, Silovajacha, Soptsjajoe en Sajacha.